# Borriac
Borriac (en francès Bourréac) és un municipi francès situat al departament dels Alts Pirineus i a la regió d'Occitània. Limita amb Lesinhan, Escobèrs e Potz, Julòs i Pariac.

## Demografia
| 1962                                       | 1968 | 1975 | 1982 | 1990 | 1999 | 2007 |
| ------------------------------------------ | ---- | ---- | ---- | ---- | ---- | ---- |
| 36                                         | 41   | 45   | 49   | 46   | 70   | 94   |
| Des de 1962: població sense dobles comptes |      |      |      |      |      |      |

## Administració
| Període   | Identitat        | Partit |
| --------- | ---------------- | ------ |
| 1912-1935 | Amédée Ladebèze  |        |
| 1935-1953 | Jean Darré       |        |
| 1953-1959 | Victor Azens     |        |
| 1959-1977 | Jean Nadau       |        |
| 1977-1989 | Roland Darré     |        |
| 1989-2008 | Charles Lacrampe |        |
| 2008-     | Roland Darré     |        |